# 모로 민족해방전선
모로 민족해방전선( ── 民族解放戦線, Moro National Liberation Front; MNLF)은 필리핀 민다나오섬을 근거지로 한 이슬람의 정치 조직이다. 이슬람 회의 기구에도 옵서버로 참가하고 있다. 예전에는 분리독립을 요구하는 필리핀의 반정부 무장세력이었지만, 1996년의 평화협정 이후 무슬림 민다나오 자치구(ARMM)의 정부 역할을 하고 있다.

## 역사

### 출범
MNLF는 1970년에 너르 미수아리등을 중심으로 결성되었다. 처음에는 90명 미만의 약한 조직이었지만 순조롭게 민다나오와 술루 제도를 중심으로 세력을 확대해서, 전성기에는 게릴라 병사가 3만명 이상이 될 정도의 막강한 조직이 되었다.

### 평화협상과 독립운동의 균열
1976년에 마르코스 정권은 MNLF 사이에서 민다나오와 술루 제도의 14개 주 자치를 약속하는 트리폴리 협정을 체결하였다. 하지만 이 평화 협정에 대한 대응을 둘러싸고 이전부터 존재한 내부 갈등이 심화되었고, 1977년에는 미수아리 파, 사라마토 파(후에 모로이슬람해방전선으로 발전) 등 여러 파벌로 분열되었고, 너르 미수아리를 지도자로 하는 MNLF은 더 과격한 여러 파벌과 충돌 속에서 그 세력이 점차 쇠퇴해 나갔다. 또한 트리폴리 협정 자체도 자치구 편입 여부를 묻는 주민 투표에서 MNLF을 싫어하는 것으로 나타나자 사실상 파기되어 전투가 재개되었다.
협상 재개는 1986년에 인민혁명과 마르코스 정권의 붕괴로 새로 제정된 이슬람 자치를 담은 새로운 헌법으로 상징되는 코라손 아키노 정권의 유화 정책을 기다려야 했다. 하지만 1989년에 실시된 주민 투표 결과 자치를 받아들인 무슬림이 다수가 되는 네개 주에만 머물렀고, 2001년 재투표에서 1개 주와 하나의 시가 추가로 참여하였다. 다음 해 네개의 주에서만 이슬람 민다나오 자치구(ARMM)가 발족했다. 이 정부의 조치에 대해 트리폴리 협정에 기록된 완전한 자치를 요구하는 MNLF는 이 결과를 거부하고 무장 투쟁을 계속할 것을 선언했다.

### 평화 성립
MNLF는 조건부 평화 협상을 요구했으나 필리핀 정부는 이를 거부했고 소탕 작전을 강화시켰다. 그러나 필리핀 경제의 발전을 위해서는 국내 정세의 안정화가 급선무였다. 곧 이슬람 회의기구의 중재로 라모스 정권 하의 1993년에 잠정적인 휴전 합의가 되었고, 자치 협상이 재개되었다. 그리고 3년간의 평화 협상 끝에 자치 정부 수립을 목표로 민다나오 남부 등 14개 주에 임시 행정 기관 남부 필리핀 평화 개발 평의회(SPCPD)의 설립과 MNLF 군인을 국군으로 통합하였다. 마수아리를 ARMM로 지사 선출하기로 하고, 교육 제도와 종교에 관한 결정을 정부와 MNLF의 평화 협상을 통해 합의하기에 이르렀다.
하지만 SPCPD에서도 ARMM에 참여하지 않는 나머지 주에 무조건 자율성이 담보된 것은 아니었고 (재투표 실시 합의) 결과적으로 이를 받아 들였던 너르 미수아리 지도부에 반발하는 다수의 MILF 군인이 아부 사야프에 합류하는 사태를 초래했다. 이 때문에, MNLF의 군사력은 크게 퇴색했다.

### 마수아리의 몰락
군사적으로는 약화된 MNLF이었지만, ARMM의 투자 배분을 독점하는 미수아리의 영향력 자체는 아직 강력했다. 이 때문에 중앙에 적대적인 지방 통치자의 존재를 제거하고 싶은 마닐라의 아로요 정권은 2001년 ARMM 지사 선거에서 너르 미수아리와 대립하는 MNLF 부의장 파로우크 S. 후신(Parouk S. Hussin)을 지원했다.
궁지에 몰린 미수아리 파는 2006년 11월, 홀로섬의 군 기지를 습격하여 무장봉기에 나섰지만, 얼마 지나지 않아 진압되었다. 미수아리는 정부에 체포되어 친 마닐라의 후신 새 총재 체제가 성립되었다. 하지만 MNLF 내부에는 여전히 미수아리를 지지하는 집단도 세력을 유지하고 있어 사실상 분열 상태가 계속되고 있다.

### 모로 이슬람 해방 전선이 주도하는 평화
2012년 10월 필리핀 정부와 모로 이슬람 해방 전선 사이에서 민다나오 평화에 관한 합의가 서명되었고, 2014년 3월 27일에 체결되었다. 2016년 6월까지 새로운 방사모로 자치 정부를 설립한다는 내용이었지만, 이 평화 협정은 모로 이슬람 해방 전선이 주도권을 쥐고있어 모로 민족 해방 전선은 반발하고 있다.